# Равка
Равка — річка в Україні, в межах Іванківського району Київської області, ліва притока Тетерева (басейн Дніпра). Довжина — 6,1 км.
Починається у лісі за 1,5 км на північ від північно-західного краю села Заруддя. Тече луками, у середній течії протікає неглибокою улоговиною з урвистими краями, впадає у Тетерів на південній околиці Кухарів.
Має 3 безіменні притоки.